# Chrysotus spinipes
Chrysotus spinipes är en tvåvingeart som beskrevs av Van Duzee 1924. Chrysotus spinipes ingår i släktet Chrysotus och familjen styltflugor.
Artens utbredningsområde är Kuba. Inga underarter finns listade i Catalogue of Life.